# Histoire de la Bulgarie pendant la Seconde Guerre mondiale
Dans la Seconde Guerre mondiale, le Royaume de Bulgarie adhère à l'Axe Rome-Berlin-Tokyo en mars 1941 et déclare la guerre au Royaume-Uni et aux États-Unis le 13 décembre 1941, mais pas à l'Union soviétique, et ne participe donc pas à l'invasion de l'URSS aux côtés du Troisième Reich en juin. Contre l'URSS, le roi Boris III de Bulgarie se contente simplement de laisser la Luftwaffe utiliser ses aérodromes ; c'est surtout contre la Yougoslavie et contre la Grèce que l'armée bulgare intervient aux côtés de la Wehrmacht.
En septembre 1944, l'URSS déclare la guerre à la Bulgarie et les forces des généraux Rodion Malinovski et Fiodor Tolboukhine franchissent le Danube. L'armée bulgare n'oppose aucune résistance. Un armistice est conclu avec les Alliés à la suite d'un coup d'État, les territoires annexés par le roi Boris III sont évacués et l'armée bulgare se joint à l'Armée rouge contre les forces allemandes ; les forces bulgares participent aux opérations en Yougoslavie et en Hongrie jusqu'à la fin de la guerre.

## Contexte
La renaissance de la Bulgarie au XIXe siècle, reconnue au traité de San Stefano (1878) sur un territoire rassemblant toutes les régions de culture bulgare, fut aussitôt remise en question par le congrès de Berlin, qui rendit à l'Empire ottoman près de la moitié de ce territoire, et divisa l'autre moitié en deux entités séparées, la Principauté de Bulgarie et la Roumélie orientale, elles-mêmes toujours sous suzeraineté du Sultan ottoman. La Bulgarie devra attendre 1908 pour que l'union des deux entités et son indépendance soient enfin reconnues. Ce profond traumatisme initial amena le pays à entrer en conflit avec ses voisins durant les guerres balkaniques et à s'allier à l'Allemagne durant les deux guerres mondiales, dans le but de retrouver son étendue initiale. Se trouvant à chaque fois dans le camp des vaincus, elle ne put atteindre ce but que durant ces périodes de guerre.

## Préparatifs
La Bulgarie se procura une grande quantité de matériel de guerre auprès de l'Italie, de la France et surtout de l'Allemagne nazie qui, soucieuse de trouver au moins un allié dans les Balkans, vendra en quantité et à des prix cassés une partie de l'armement pris par la Wehrmacht en Tchécoslovaquie et en Pologne en 1939. Les Bulgares reçurent aussi de l'Allemagne la livraison de chasseurs français capturés Dewoitine D.520. L'aide allemande se renforça par un entrainement de l'Armée bulgare par des instructeurs allemands (en Bulgarie même, en Allemagne, mais également en France occupée). Le 7 septembre 1940, en faisant pression sur la Roumanie, l'Allemagne aide la Bulgarie à récupérer la Dobroudja du Sud (accords de Craiova),.

## Composition des forces

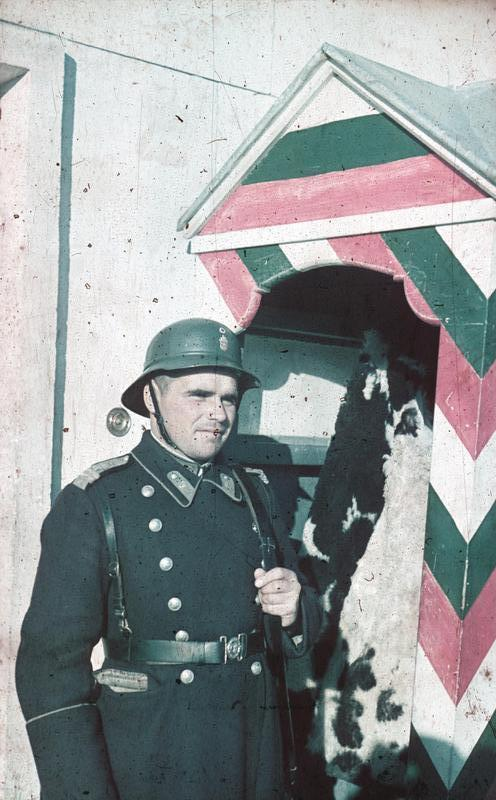
Une sentinelle à Sofia en 1942.

L'armée bulgare, forte de plus de 110 000 militaires, à la veille de l'invasion de l'URSS en juin 1941 compte :
- 16 divisions d'infanterie
- 2 régiments de gardes-frontières
- 2 divisions de cavalerie dotées chacune de:
  - 2 brigades de cavalerie
  - 1 régiment d'infanterie motorisé
  - 1 régiment d'artillerie à cheval
- 1 régiment de chars composé de 
  - 2 bataillons de chars à 3 compagnies
  - 1 bataillon d'infanterie motorisé
  - 1 bataillon d'artillerie motorisé
- quelques unités de maintenance et de transport
- 4 bataillons de DCA
- 1 bataillon de la Garde Royale
- 1 force aérienne
- 1 marine de guerre composée 
  - d'une flottille en Mer Noire
  - d'une flottille sur le Danube
  - d'une flottille en Mer Égée

Les forces terrestres sont réparties en 
- 5 armées qui sont composées de
  - 2 à 3 divisions d'infanterie, chaque division est composée de
    - 3 à 4 régiments d'infanterie
    - 1 régiment d'artillerie
    - 1 bataillon anti-aérien
    - 1 bataillon de mitrailleuses
    - 1 bataillon de cavalerie
    - des unités de génie

- Les  régiments de gardes-frontières sont composés :

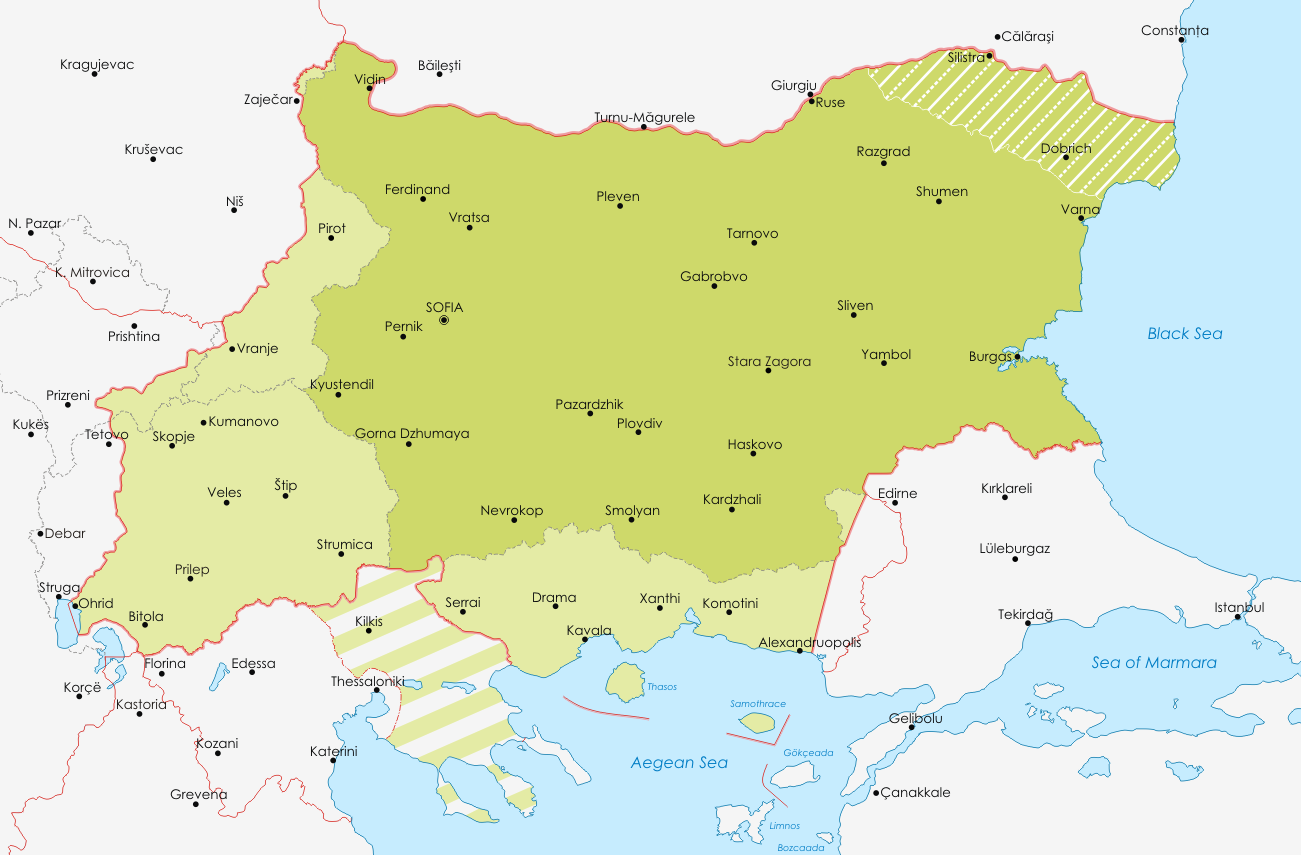
Croissance territoriale de la Bulgarie (1940-1944). En hachuré serré, la Dobroudja du Sud, rendue par la Roumanie en 1940 (accords de Craiova) ; en vert pâle, les territoires annexés après les invasions de la Yougoslavie et de la Grèce ; en hachuré large, les territoires grecs occupés, mais non annexés par la Bulgarie.

  - d'unités d'artillerie
  - d'unités du génie

## Les opérations militaires
Comme en 1913, puis pendant la Première Guerre mondiale (deux échecs), le royaume bulgare va chercher pendant la Seconde Guerre mondiale à adopter un positionnement politique lui permettant de mettre fin aux décisions du congrès de Berlin de 1878, qui sont toujours ressentis comme injustes. Si les élites politiques et militaires semblent fascinées par l'Allemagne nazie, la population bulgare est plus réservée : elle est traditionnellement russophile. Le pays tente dans un premier temps de conserver une certaine neutralité malgré la bienveillance de l'Allemagne et de l'Italie à son égard. Mais sa position géopolitique au sein des Balkans, à proximité de l'URSS, de la Grèce et de la Turquie, ne laisse pas indifférent les différents belligérants. La Bulgarie est un des derniers pays européens à se rallier à l'un des deux camps qui se font face.
En définitive, le 1er mars 1941, le gouvernement bulgare de Bogdan Filov adhère au Pacte tripartite (Allemagne-Italie-Japon). Le 6 avril 1941, le pays participe à l'invasion de la Yougoslavie et à la Bataille de Grèce au côté des forces allemandes qui se sont déployées en Bulgarie dès le 2 mars. Le 19 avril 1941, les forces bulgares pénètrent en Macédoine serbe. Le 20 avril 1941, les forces bulgares pénètrent en Macédoine grecque et en Thrace grecque. Le 14 mai 1941 : faisant fi du traité de Neuilly, les Bulgares annexent la Macédoine serbe, les territoires serbes de Pirot et Vranje, l'est de la Macédoine grecque et la Thrace grecque ainsi que les iles de Thasos et de Samothrace.
Le 22 juin 1941, c'est le début de l'opération Barbarossa (attaque de l'URSS par l'Allemagne), une opération dont le déclenchement a été décalé de quelques semaines par Hitler, pour mettre davantage sous contrôle la zone assez stratégique des Balkans. Le gouvernement bulgare de Filov ne s’associe pas à cette attaque menée par l'Allemagne nazie contre l’URSS. Mais le territoire bulgare sert de base d’opérations.
Par ailleurs, protestant contre la politique répressive de l'occupant bulgare, les Grecs des régions annexées par la Bulgarie se soulèvent. De même en Yougoslavie, une Résistance émerge. Au sein même du pays, à partir de juin 1941, un mouvement armé de résistance communiste, les Partisans bulgares, luttant contre le  roi bulgare et contre les Allemands est créé par Georges Dimitrov (bien que réfugié à Moscou). Ce mouvement des Partisans bulgares exécute dans un premier temps des actes de sabotage. Les forces armées et la police bulgares engagent des actions en essayant de détruire ces mouvements, par de nombreuses opérations de pacification. Le 29 septembre 1941, l’armée bulgare réprime férocement les insurrections de Drama et Doxato en Macédoine grecque. En décembre 1941, le gouvernement Filov déclare la guerre aux États-Unis et à la Grande-Bretagne, ce qui est suivi quelques jours plus tard par la déclaration de guerre de la Grande-Bretagne à la Bulgarie. En janvier 1942, à la suite de la demande allemande, la Bulgarie étend sa zone d’occupation en Serbie. Le 5 juin 1942, les États-Unis déclarent la guerre à la Bulgarie. Par ailleurs, la Bulgarie et la Roumanie, deux membres désormais du pacte tripartite, procèdent à des échanges de population.
Le 17 juillet 1942, à la suite d'un appel lancé par Georgi Dimitrov à la radio soviétique, un Front de la patrie (Otecestven Front) regroupant tous les opposants à la collaboration de la Bulgarie avec l’Axe se constitue. Ce Front patriotique bulgare va regrouper des communistes, des agrariens et des nationalistes anti-allemands comme Kimon Georgiev. Des maquis, principalement communistes, se constituent dans les régions montagneuses du pays.
Le 13 février 1943, le général Hristo Nikolov Lukov, leader et fondateur du mouvement pro-allemand de l'Union de la Légion Nationale Bulgare est exécuté par des résistants communistes. Le 15 avril 1943, Sotir Yanev, président du Comité des relations étrangères du parlement bulgare est lui aussi assassiné. Le 3 mai 1943, Le colonel Pantev, ancien directeur de la police, Président du tribunal militaire de Sofia, est exécuté par la même équipe qui avait tué le général Hristo Lukov le 13 février.
Le 25 mai 1943, des troupes bulgares participent à la bataille de la Sutjeska contre les Partisans yougoslaves. Le 13 juillet 1943, la Bulgarie occupe presque toute la Serbie (sauf Belgrade et le coin nord-ouest du pays). Désormais, 7 divisions bulgares participent, au maintien de l'ordre. Le roi Boris III de Bulgarie meurt par contre en août 1943 et son successeur, Siméon II, n'a que 6 ans. En décembre 1943, dans le cadre des opérations anti-partisans en Croatie, la 24e division d'infanterie participe à l'opération Kugelblitz. Le 26 janvier 1944, un corps de gendarmerie est créé pour lutter contre les Partisans bulgares. Le 22 février 1944, un détachement de Partisans commandé par Anton Ivanov est encerclé et anéanti dans le nord des Rhodopes.
Le 5 septembre 1944, l’URSS déclare la guerre à la Bulgarie et l'Armée rouge franchit le Danube,. Les troupes bulgares n’opposent pas de résistance aux forces russes commandées par Fiodor Tolboukhine. Le gouvernement bulgare sollicite un armistice.
Dans le même temps, le Front patriotique bulgare proclame partout l’insurrection générale, contre l'occupant allemand. Le 9 septembre 1944, un coup d'État en Bulgarie renverse le régime monarchiste. À la suite de ce coup d'État, le Front patriotique bulgare constitue avec Kimon Georgiev un gouvernement auquel participent les communistes, les agrariens et des sociaux-démocrates. Ce gouvernement s'emploie dès lors à renverser les alliances. Les territoires annexés dans les autres pays des Balkans (Yougoslavie) et en Grèce par le régime de Boris III de Bulgarie sont évacués. Le 11 septembre 1944, un accord d'armistice est conclu avec l'URSS. Pour autant, les forces soviétiques avancent dans le pays et arrivent à Sofia le 16 septembre 1944, puis occupent tout le pays (occupation qui va durer jusque fin 1947). Deux corps d’armée bulgares sont engagés dans la guerre aux côtés des Soviétiques contre les unités allemandes encore présentes en Bulgarie. Le 12 septembre 1944, 9 divisions d'infanterie, 1 division de cavalerie, 1 brigade blindée représentant 270 000 hommes, sont envoyées contre les forces allemandes qui battent en retraite à travers la Macédoine, et le sud de la Serbie en direction de la Bosnie. Le 19 septembre 1944, une mobilisation a lieu, l'armée bulgare compte désormais 450 000 hommes.
De septembre 1944 à mai 1945, Les forces bulgares combattent en Yougoslavie et en Hongrie contre les forces allemandes. Entre le 9 septembre et le 12 décembre 1944, les forces aériennes bulgares effectuent 3 014 sorties  au-dessus du front ennemi, et des régions de l'arrière. Elles perdent 18 pilotes et 23 avions. La taille de l'armée de l'air bulgare étant trop petite pour pouvoir soutenir suffisamment ses forces terrestres, elle est renforcée par la 189e division d'assaut aérienne soviétique et la 288e division de chasse soviétique. La marine bulgare, principalement la flottille du Danube, participe également à des combats contre les Allemands.
Le 5 octobre 1944, la Convention de Craiova est signée avec les partisans yougoslaves de Tito. Après avoir participé aux opérations dans les vallées du Vardar et de la Morava, en libérant les villages serbes et macédoniennes et les villes de Podujevo, Stracin, Kumanovo et Skopje, les troupes bulgares contribuent à la libération de Niš à mi-octobre 1944.
Le 28 octobre 1944, la Bulgarie signe un armistice à Moscou avec l’URSS, les États-Unis et le Royaume-Uni. Début 1945, 6 divisions d'infanterie bulgare, environ 100 000 hommes combattent dans la région du Moyen-Danube, dans la région de Srem, puis dans le sud de la Hongrie. Ce qui est suivi en mars d'opérations sur la Drave et d'une offensive sur la Mura.
Le 5 mai 1945, des relations diplomatiques sont rétablies avec la Yougoslavie. Le 7 mai 1945, l’armée bulgare opère sa jonction avec les forces armées britanniques à Völkermarkt en Carinthie autrichienne.
Environ 8 000 soldats bulgares ont été tués ou blessés dans les combats contre la Yougoslavie, la Grèce et les partisans. Environ 32 000 soldats bulgares ont été tués ou blessés dans les combats contre l'Axe. On estime que les bombardements sur le sol bulgare firent 1 828 morts et 2 370 blessés.
Environ 40 000 Grecs ont été tués par les forces d'occupation bulgares, plus que les Allemands et les Italiens réunis. 100 000 Grecs ont été expulsés à la fin de 1941. Les archives officielles grecques mentionnent que jusqu'en 1944, un total de 200 000 Grecs ont été expulsés,

## Situation de la population juive

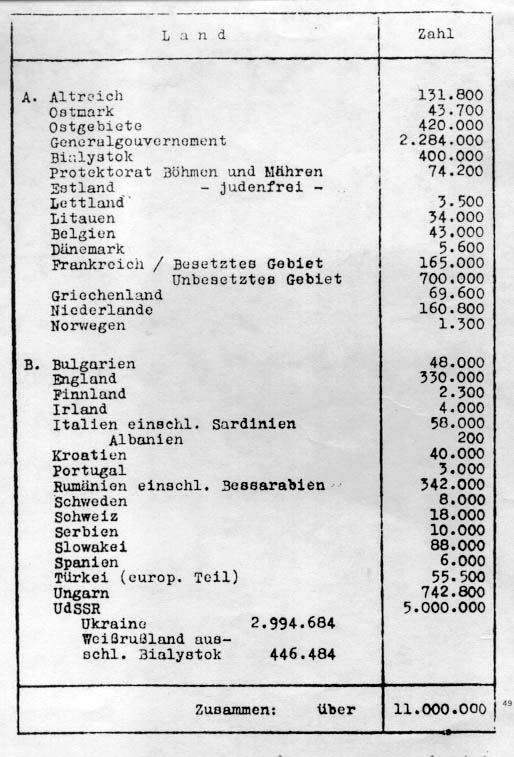
Liste des objectifs de la conférence de Wannsee

Le roi Boris III refuse de livrer ses sujets juifs au Troisième Reich, pour mettre lui-même en place sa propre « solution à la question juive » : mais ce monarque choisit  de s'en prendre principalement aux juifs macédoniens ex-yougoslaves et aux juifs grecs. Ils seront déportés et exterminés dans leur grande majorité. En Bulgarie, une loi promulguée en janvier 1941 limite les droits de la population juive à participer à la vie économique et sociale (port de l'étoile jaune, mariages mixtes, gestion d'entreprises, etc.). Sous la pression du pouvoir allemand, il semble que le gouvernement bulgare ait envisagé des mesures plus agressives sur la totalité du territoire, concernant la population juive bulgare (déportations vers l'Allemagne notamment), mais qu'il en ait reporté la mise en œuvre face à la réaction de l'Église orthodoxe bulgare, du parlement, de différentes personnalités et de la population. Une partie de la population juive a toutefois été emprisonnée dans des camps de travail, mais des camps de travail bulgares et non nazis, échappant ainsi à l'holocauste,.

## Conséquences politiques

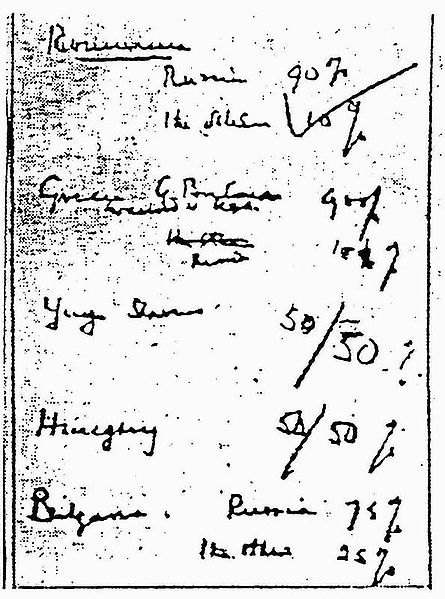
L'accord de Moscou (octobre 1944) plaçant la Bulgarie dans l'orbite soviétique

À l'issue de la guerre, comme les autres pays de l'Est, quelles qu'aient été leurs positions pendant le conflit, la Bulgarie est, conformément à l'accord de Moscou d'octobre 1944 entériné à Yalta en février 1945, intégrée dans la zone d'influence soviétique (et va y rester jusqu'à la chute des régimes communistes en Europe en 1989). Le Front patriotique s'emploie à un travail de rénovation politique et économique. Mais l'une de ses composantes, le parti communiste bulgare, ne cesse d'accroître son contrôle du pays sous la direction de son chef, Gueorgui Dimitrov, aidée par la présence soviétique. Les principaux partis démocratiques, qui ne disposent pas d'aide extérieure du fait de l'accord de Yalta, quittent alors le Front patriotique et entrent dans l'opposition au parti communiste dès juin-juillet 1945.
Un référendum pour en finir avec la monarchie et devenir une république a lieu le 8 septembre 1946,. Les résultats sont de 95,6 % en faveur de ce changement, avec une participation de 91.7%. Une constitution républicaine est adoptée l'année suivant le référendum. Mais ce plébiscite va se révéler n'être qu'une étape pour le parti communiste bulgare dans l'organisation de la transition vers une république populaire de Bulgarie qui soit sous son contrôle.
Au Traité de Paris de 1947, la Bulgarie, soutenue par l'URSS, obtient de garder la Dobroudja du Sud, rendue par la Roumanie en 1940.